# Andy Williams (Spezialeffektkünstler)
Andrew „Andy“ Williams (* vor 1985) ist ein Spezialeffektkünstler, der 2016 für den Oscar in der Kategorie Beste visuelle Effekte nominiert wurde.

## Leben
Er studierte an der La Salle University in Philadelphia und machte seinen Bachelor of Arts im Bereich Kommunikation. Anschließend war er bei Shooter Inc. tätig, wo er zu Beginn als Produktionsleiter für den Werbebereich und später als ausführender Produzent für den Werbe- und Spielfilmbereich zuständig war. Danach war er sieben Jahre beim Studio DIVE in New York, bevor er 2015 zu den Stargate Studios wechselte. 2016 wechselte er schließlich in das Los-Angeles-Büro von double negative visual effects.
2016 wurde er zusammen mit Andrew Jackson, Dan Oliver und Tom Wood für seine Arbeit an Mad Max: Fury Road für den Oscar in der Kategorie Beste visuelle Effekte nominiert.

## Filmografie (Auswahl)
- 1985: James Bond 007 – Im Angesicht des Todes (A View to a Kill)
- 1985: Lifeforce – Die tödliche Bedrohung (Lifeforce)
- 1986: Absolute Beginners – Junge Helden (Absolute Beginners)
- 1986: Aliens – Die Rückkehr (Aliens)
- 1986: Delta Force (The Delta Force)
- 1986: Die Reise ins Labyrinth (Labyrinth)
- 1987: James Bond 007 – Der Hauch des Todes (The Living Daylights)
- 1988: Willow
- 1989: Indiana Jones und der letzte Kreuzzug (Indiana Jones and the Last Crusade)
- 1989: James Bond 007 – Lizenz zum Töten (Licence to Kill)
- 1991: Hudson Hawk – Der Meisterdieb (Hudson Hawk)
- 1992: Alien 3
- 1992: Das Jahr des Kometen
- 1992: Die Stunde der Patrioten (Patriot Games)
- 1992: In einem fernen Land (Far and Away)
- 1993: Der Sohn des rosaroten Panthers (Son of the Pink Panther)
- 1994: Black Beauty
- 1994: Wer hat meine Familie geklaut?
- 1995: James Bond 007 – GoldenEye (GoldenEye)
- 1996: Der Geist und die Dunkelheit (The Ghost and the Darkness)
- 1996: Die Legende von Pinocchio (The Adventures of Pinocchio)
- 1997: Anna Karenina
- 1997: James Bond 007 – Der Morgen stirbt nie (Tomorrow Never Dies)
- 1998: Firestorm – Brennendes Inferno (Firestorm)
- 1998: Mit Schirm, Charme und Melone (The Avengers)
- 1999: Die Mumie (The Mummy)
- 1999: James Bond 007 – Die Welt ist nicht genug (The World Is Not Enough)
- 1999: Plunkett & Macleane – Gegen Tod und Teufel (Plunkett & Macleane)
- 2000: Vertical Limit
- 2001: Black Hawk Down
- 2001: Die Mumie kehrt zurück (The Mummy Returns)
- 2002: Die vier Federn (The Four Feathers)
- 2003: Jenseits aller Grenzen (Beyond Borders)
- 2003: Unterwegs nach Cold Mountain (Cold Mountain)
- 2004: King Arthur
- 2005: Königreich der Himmel (Kingdom of Heaven)
- 2006: Blood Diamond
- 2006: Zoom
- 2007: Der Krieg des Charlie Wilson (Charlie Wilson’s War)
- 2007: Die Gebrüder Weihnachtsmann (Fred Claus)
- 2007: Im Tal von Elah (In the Valley of Elah)
- 2007: Machtlos (Rendition)
- 2010: Green Zone
- 2010: Alice im Wunderland (Alice in Wonderland)
- 2010: Sex and the City 2
- 2010: Wolfman (The Wolfman)
- 2011: Hugo Cabret (Hugo)
- 2011: The Flowers of War
- 2012: Cloud Atlas
- 2012: Dark Shadows
- 2014: Herz aus Stahl (Fury)
- 2015: Mad Max: Fury Road
- 2016: Assassin’s Creed
- 2016: Ben Hur